# Campeonato Paranaense de Futebol de 1919
O Campeonato Paranaense de 1919 foi a quinta edição do campeonato estadual, o campeonato foi esvaziado neste ano para apenas quatro equipes, edição com menor número de times da história do campeonato, a quantidade de gols caiu pela metade do torneio anterior, e mais uma vez o artilheiro foi Joaquim Martim do Britânia Sport Club. O vencedor foi novamente o curitibano Britânia Sport Club conquistando o bicampeonato, com o Coritiba Foot Ball Club ficando com o vice-campeonato.
O Campeonato teve um torneio início, cujo campeão foi o Britânia SC no dia 20 de abril daquele ano.

## Clubes Participantes
| Equipe                   | Cidade   | Região                           | No ano anterior | Estádio | Capacidade | Títulos        | Participações |
| ------------------------ | -------- | -------------------------------- | --------------- | ------- | ---------- | -------------- | ------------- |
| América                  | Curitiba | Região Metropolitana de Curitiba | Lugar           | --      | --         | 0 (não possui) | 3             |
| Britânia Sport Club      | Curitiba | Região Metropolitana de Curitiba | Campeão         | --      | --         | 1 (1918)       | 5             |
| Coritiba Foot Ball Club  | Curitiba | Região Metropolitana de Curitiba | Lugar           | --      | --         | 1 (1916)       | 5             |
| Esporte Clube Água Verde | Curitiba | Região Metropolitana de Curitiba | Estreante       | --      | --         | 0 (não possui) | 2             |

- 1º Lugar Britânia Sport Club
- 2° Lugar Coritiba Foot Ball Club
- 3° Lugar Esporte Clube Água Verde
- 4° Lugar América Futebol Clube (Paraná)

## Regulamento
Campeonato com torneio inicio e dois turnos.

## Campeão
| Campeonato Paranaense de 1919 |
| ----------------------------- |
| Britânia Sport Club 2° Título |